# Sainte-Gemme-Moronval
Sainte-Gemme-Moronval település Franciaországban, Eure-et-Loir megyében. Lakosainak száma 1158 fő (2022. január 1.). Sainte-Gemme-Moronval Cherisy és Dreux községekkel határos.

## Népesség
A település népessége az elmúlt években az alábbi módon változott:
| Lakosok száma | 246  | 395  | 613  | 830  | 1076 | 1093 | 1093 | 1090 | 1092 | 1158 |
|               | 1968 | 1982 | 1990 | 2006 | 2013 | 2015 | 2017 | 2019 | 2020 | 2022 |